# Hugo Theorell
Axel Hugo Theodor Theorell (Linköping, 6 juli 1903 – Stockholm, 15 augustus 1982) was een Zweeds biochemicus en Nobelprijswinnaar. In 1955 won hij de Nobelprijs voor de Fysiologie of Geneeskunde voor zijn onderzoek naar enzymen en hun activiteiten, in het bijzonder oxidatieve enzymen.

## Biografie
Theorell werd geboren als zoon van Thure Theorell en diens vrouw Armida Bill. Op driejarige leeftijd werd hij getroffen door poliomyelitis die hem gedeeltelijk verlamde, maar herstelde. Hij volgde zijn middelbare school aan Katedralskolan in Linköping, alwaar hij in 1921 afstudeerde. Daarna ging hij medicijnen studeren aan het Karolinska Instituut. In 1924 haalde hij zijn Bachelor of Medicine. Na zijn bachelor studeerde Theorell drie maanden bacteriologie aan het Pasteur Instituut in Parijs, onder professor Albert Calmette. In 1930 haalde hij zijn Master met een theorie over de lipiden van het bloedplasma. Na zijn master werd hij aangesteld als professor in fysiologische chemie aan het Karolinska Instituut.
Hij was ook tijdelijk hoofd van de researchafdeling van het Nobel Instituut. Daarmee was hij de eerste onderzoeker van dit instituut die de Nobelprijs kreeg. Zijn echtgenote Elin Margit Elisabeth Alenius was een professioneel pianiste; zelf was hij een talentvol violist. Uit het huwelijk (1931) werden een dochter (Eva Kristina, die reeds in 1935 overleed) en drie zonen (Klas Thure, Henning Hugo, Per Gunnar Töres) geboren.

## Werk
Theorell besteedde zijn hele carrière aan onderzoek naar enzymen. Als eerste verkreeg Theorell in 1932 myoglobine in kristallijne vorm, een zuurstofbindende eiwit dat in grote hoeveelheden voorkomt in de spieren. Samenwerkend met Nobellaureaat Otto Warburg aan het Kaiser Wilhelm Instituut te Berlijn (1933-1935) ontdekte hij in gist een heldergeel enzym, en bepaalde daarna dat deze uit twee onwerkzame delen bestond: een niet-eiwit co-enzym (het gele riboflavine-5'-fosfaat) en een eiwit apo-enzym.
Zijn werk vormde de basis voor het onderzoek naar alcoholdehydrogenase (ADH), een groep van enzymen die alcohol afbreken in de nieren. Hij ontwikkelde een bloedalcoholtest die lange tijd in Zweden en West-Duitsland werd gebruikt om de nuchterheid van vermoedelijk dronken automobilisten te meten. Voor zijn werk kreeg Theorell eredoctoraten aan universiteiten in Frankrijk, België, Brazilië en de Verenigde Staten.
1901: Behring · 
1902: Ross · 
1903: Finsen · 
1904: Pavlov · 
1905: Koch · 
1906: Golgi, Ramón y Cajal · 
1907: Laveran · 
1908: Mechnikov, Ehrlich · 
1909: Kocher · 
1910: Kossel · 
1911: Gullstrand · 
1912: Carrel · 
1913: Richet ·
1914: Bárány · 
1919: Bordet · 
1920: Krogh · 
1922: Hill, Meyerhof · 
1923: Banting, Macleod · 
1924: Einthoven ·
1926: Fibiger · 
1927: Wagner-Jauregg · 
1928: Nicolle · 
1929: Eijkman, Hopkins · 
1930: Landsteiner · 
1931: Warburg · 
1932: Sherrington, Adrian · 
1933: Morgan · 
1934: Whipple, Minot, Murphy · 
1935: Spemann · 
1936: Dale, Loewi · 
1937: Szent-Györgyi · 
1938: Heymans · 
1939: Domagk · 
1943: Dam, Doisy · 
1944: Erlanger, Gasser · 
1945: Fleming, Chain, Florey · 
1946: Muller · 
1947: C. Cori, G. Cori, Houssay · 
1948: Müller · 
1949: Hess, Moniz · 
1950: Kendall, Reichstein, Hench · 
1951: Theiler · 
1952: Waksman · 
1953: Krebs,Lipmann ·
1954: Enders, Weller, Robbins · 
1955: Theorell · 
1956: Cournand, Forssmann, Richards · 
1957: Bovet · 
1958: Beadle, Tatum, Lederberg · 
1959: Ochoa, Kornberg · 
1960: Burnet, Medawar · 
1961: Békésy · 
1962: Crick, Watson, Wilkins · 
1963: Eccles, Hodgkin, Huxley · 
1964: Bloch, Lynen · 
1965: Jacob, Lwoff, Monod · 
1966: Rous, Huggins · 
1967: Granit, Hartline, Wald · 
1968: Holley, Khorana, Nirenberg · 
1969: Delbrück, Hershey, Luria · 
1970: Katz, Euler, Axelrod · 
1971: Sutherland · 
1972: Edelman, Porter · 
1973: Frisch, Lorenz, Tinbergen · 
1974: Claude, De Duve, Palade · 
1975: Baltimore, Dulbecco, Temin ·
1976: Blumberg, Gajdusek · 
1977: Guillemin, Schally, Yalow · 
1978: Arber, Nathans, Smith · 
1979: Cormack, Hounsfield · 
1980: Benacerraf, Dausset, Snell · 
1981: Sperry, Hubel, Wiesel · 
1982: Bergström, Samuelsson, Vane · 
1983: McClintock · 
1984: Jerne, Köhler, Milstein · 
1985: Brown, Goldstein · 
1986: Cohen, Levi-Montalcini · 
1987: Tonegawa · 
1988: Black, Elion, Hitchings · 
1989: Bishop, Varmus · 
1990: Murray, Thomas · 
1991: Neher, Sakmann · 
1992: Fischer, Krebs · 
1993: Roberts, Sharp · 
1994: Gilman, Rodbell · 
1995: Lewis, Nüsslein-Volhard, Wieschaus · 
1996: Doherty, Zinkernagel · 
1997: Prusiner · 
1998: Furchgott, Ignarro, Murad · 
1999: Blobel · 
2000: Carlsson, Greengard, Kandel ·
2001: Hartwell, Hunt, Nurse · 
2002: Brenner, Horvitz, Sulston · 
2003: Lauterbur, Mansfield · 
2004: Axel, Buck · 
2005: Marshall, Warren ·
2006: Fire, Mello ·
2007: Capecchi, Smithies, Evans ·
2008: Zur Hausen, Barré–Sinoussi, Montagnier ·
2009: Blackburn, Greider, Szostak ·
2010: Edwards ·
2011: Beutler, Hoffmann, Steinman ·
2012: Gurdon, Yamanaka ·
2013: Rothman, Schekman, Südhof ·
2014: O'Keefe, Moser, Moser ·
2015: Campbell, Omura, Tu ·
2016: Osumi ·
2017: Hall, Rosbash, Young ·
2018: Allison, Honjo ·
2019: Kaelin, Ratcliffe, Semenza ·
2020: Alter, Houghton, Rice ·
2021: Julius, Patapoutian ·
2022: Pääbo ·
2023: Karikó, Weissman ·
2024: Ambros, Ruvkun